# Munizipal
Das Wort Munizipal (lat.) steht veraltet für „städtisch, eine Stadtgemeinde betreffend“. Es ist sinnverwandt mit kommunal (die Gemeinde betreffend).
Typische Verwendungen sind Munizipalbehörde oder Munizipalbeamter für eine städtische Behörde beziehungsweise einen städtischen Beamten, Munizipalverfassung für die Verfassung einer Stadtgemeinde sowie Munizipalität (französisch municipalité) für den städtischen Beamtenkörper. Die letztere Bezeichnung ist besonders in Frankreich gebräuchlich, wo sich die Munizipalität aus dem Maire, dessen Beigeordneten (französisch adjoints) und einem oder in größeren Städten mehreren Polizeikommissaren zusammensetzt. Daneben gibt es den Munizipalrat (französisch conseil municipal), ein Kollegium zur Wahrung der Kommunalinteressen, das dem Gemeinde- bzw. Stadtrat entspricht. Weiterhin gibt es das Munizipalrecht, die einer Gemeinde verliehenen städtischen Gerechtsame. Sinnverwandt ist Municipium.